# Jakamarer
Jakamarer eller glansfåglar (Galbulidae) är en familj med tättingar som förekommer i Syd- och Centralamerika, öster om Anderna och så långt norrut som Mexiko. Familjen omfattar fem släkten med 18 arter. Jakamarerna är närbesläktade med trögfåglarna och tillsammans kategoriseras dessa båda familjer i en egen ordning, jakamar- och trögfåglar. Generellt förekommer de i skogar på låg höjd.

## Utseende
Jakamarer är små till medelstora fåglar som mäter 14–34 cm på längden och väger mellan 17 och 75 gram. De är glänsande, ofta beskrivna som eleganta fåglar, med lång, rak och spetsig näbb med hoptryckta sidor, och lång stjärt. Morfologiskt och ekologiskt påminner de om biätarna, som också skiljer sig ifrån merparten av insektsätande fåglar vilka fångar sitt byte i luften, som istället oftast har korta breda näbbar. Jakamarerna har korta och veka ben och de har två framåtriktade, och två bakåtriktade tår, men ett fåtal har bara tre tår. Deras fjäderdräkt är mycket mjuk och ofta färgstark och kraftigt irisering, men ett fåtal arter har ganska matt fjäderdräkt. Könen uppvisar mindre skillnader i fjäderdräkt, där hanarna ofta har en vit fläck på bröstet.

## Ekologi

### Föda
Jakamarer är insektätare och tar ett flertal olika typer av insekter. Många är specialiserade på fjärilar. De födosöker på ett liknande sätt som flugsnapparna genom att utifrån en favoritgren lokalisera flygande insekter och sedan fånga dem med näbben under en kort flygtur för att sedan återvända till samma gren. Bara jättejakamar (Jacamerops aureus) skiljer sig ifrån de andra då den även plockar insekter från grenar och bladverk och ibland även fångar mindre ödlor och spindlar.

### Häckning
Jakamarernas häckningssystem är inte helt känt. De tros generellt vara monogama, men ett fåtal arter verkar ägna sig åt kooperativ häckning där ett flertal adulta individer delar på uppgifterna. De placerar sina bon i tunnlar i mjuk jord eller i termitstackar uppe i träd. Markhäckande arter placerar oftast sina bon i flodbanker men även i vägbanker. Om det inte finns dylika banker kan den placera boet i mjuk mylla exempelvis vid rotvältor. Vid flod- och vägbanker kan det förekomma löst sammanhållna kolonier. De lägger mellan 1 och 4 ägg, där 2–4 är vanligast. Båda föräldrarna ruvar. Ruvningstiden för flertalet arter är okänt men rödstjärtad jakamar (Galbula ruficauda) ruvar i 19–26 dagar. När ungarna föds har de dundräkt vilket skiljer dem ifrån alla arter inom ordningen Piciformes.

## Arter
Efter AviList:
- Släkte Jacamaralcyon
  - Tretåig jakamar (Jacamaralcyon tridactyla)
- Släkte Brachygalba
  - Vitstrupig jakamar (Brachygalba albogularis)
  - Brun jakamar (Brachygalba lugubris)
  - Ljushuvad jakamar (Brachygalba goeringi)
  - Mörkryggig jakamar (Brachygalba salmoni)
- Släkte Jacamerops
  - Jättejakamar (Jacamerops aureus)
- Släkte Galbalcyrhynchus
  - Vitörad jakamar (Galbalcyrhynchus leucotis)
  - Kastanjejakamar (Galbalcyrhynchus purusianus)
- Släkte Galbula
  - Gulnäbbad jakamar (Galbula albirostris)
  - Blåhalsad jakamar (Galbula cyanicollis)
  - Rödstjärtad jakamar (Galbula ruficauda)
  - Grönstjärtad jakamar (Galbula galbula)
  - Vithakad jakamar (Galbula tombacea)
  - Blåpannad jakamar (Galbula cyanescens)
  - Kopparjakamar (Galbula pastazae)
  - Purpurjakamar (Galbula chalcothorax)
  - Bronsjakamar (Galbula leucogastra)
  - Paradisjakamar (Galbula dea)